# Sedum litorale
Sedum litorale là một loài thực vật có hoa trong họ Crassulaceae. Loài này được Kom. miêu tả khoa học đầu tiên năm 1931.